# Chisato Morishita
Chisato Morishita (森下 千里 Morishita Chisato?, nascută 1 septembrie 1981 în Nagoya, Aichi) este un idol japonez, actriță și un race queen.

## Filmografie

### Filme
2007 Tsubaki Sanjūrō  (椿三十郎?) (椿三十郎)
2006 Kamen Rider Kabuto: God Speed Love
2004 A Litre of Tears
2005 Gurozuka

### Filme de anime
2006 Bleach: Memories of Nobody

### Seriale TV
2002 Kamen Rider Ryuki as Megumi Asano.
2006 The School of Water Business
2011 Kamen Rider OOO (cameo)

## Legături externe
- Site web oficial[dead link]
- Chisato Morishita la Internet Movie Database
- Chisato Morishita official blog (Japanese)
- Morishitachisato.com (Japanese)

1. ↑   https://dot.asahi.com/articles/-/239999?page=1 Lipsește sau este vid: |title= (ajutor)